# Hayashimo (tàu khu trục Nhật)
Hayashimo (tiếng Nhật: 早霜) là một tàu khu trục thuộc lớp Yūgumo của Hải quân Đế quốc Nhật Bản, từng hoạt động trong Chiến tranh Thế giới thứ hai.
Hayashimo được đặt lườn tại Xưởng hải quân Maizuru vào ngày 20 tháng 1 năm 1943, được hạ thủy vào ngày 20 tháng 10 năm 1943 và được đưa ra hoạt động vào ngày 20 tháng 2 năm 1944.
Trong Trận chiến vịnh Leyte, Hayashimo đã hộ tống cho lực lượng tấn công trung tâm dưới quyền chỉ huy của Đô đốc Kurita Takeo. Nó bị hư hại vào ngày 25 tháng 10 năm 1944 do các cuộc không kích trong Trận chiến ngoài khơi Samar. Bị tụt lại phía sau hạm đội đang rút lui, nó được tàu khu trục chị em hộ tống Akishimo triệt thoái về hướng Coron cho đến ngày 26 tháng 10, khi Akishimo được lệnh gia nhập trở lại hạm đội. Hayashimo bị mất mũi tàu do một quả ngư lôi đánh trúng từ một cuộc không kích mới vào ngày 26 tháng 10. Nó bị mắc cạn và chìm tại vùng nước nông ngoài khơi đảo Semirara, cách 75 km (40 hải lý) về phía Đông Nam Mindoro, ở tọa độ 12°50′B 121°21′Đ / 12,833°B 121,35°Đ. Các nỗ lực trục vớt cùng các cuộc không kích rời rạc tiếp tục cho đến ngày 12 tháng 11, khi thành viên thủy thủ đoàn cuối cùng bỏ tàu.
Hayashimo được rút khỏi danh sách Đăng bạ Hải quân vào ngày 10 tháng 5 năm 1945.